# Great Brington
Great Brington é um vilarejo no distrito de Daventry, no condado de Northamptonshire, Inglaterra. O vilarejo tem uma população de duzentos habitantes.
Perto de Great Brington, está Althorp House, a propriedade da família Spencer e o lugar onde Diana, Princesa de Gales passou sua juventude. A DJ e apresentadora de televisão Jo Whiley é de Great Brington.
A morte de Diana afetou o vilarejo em alguns aspectos: o Pub foi renomeado (de "The Fox and Hounds" para "Althorp Coaching Inn") e o ofício de correio ganhou um Forex, em razão do crescente turismo.

### Introdução
Great Brington é uma pequena aldeia rural situada no distrito de West Northamptonshire, aproximadamente 11 km a oeste de Northampton. Faz parte da freguesia civil de Brington, que também inclui Little Brington e a pequena localidade de Nobottle. Juntas, Great e Little Brington somavam cerca de 200 habitantes no censo de 2011 wikishire.co.ukWikipedia.
O nome da vila significa “fazenda ou assentamento ligado a Bryni” wikishire.co.ukWikipedia.

### História e Geografia
A paróquia remonta à Domesday Book, com uma sucessão de edifícios de culto, iniciando desde tempos saxões, prolongando-se por evoluções que culminaram no templo de pedra existente. Compreende um terreno ondulado entre 120 m e 130 m acima do nível do mar bringtons-pc.gov.ukbritish-history.ac.uk.
A região também inclui os sítios históricos de Althorp e de assentamentos medievais já desertados, como Glassthorpe british-history.ac.uk.

### A Igreja de St. Mary the Virgin e Capela Spencer
A igreja paroquial de St. Mary the Virgin — também dedicada a São João — começa por volta de 1200, erguida sobre um templo de madeira anterior. A torre de sino inicial é datada desse período, e a nave e alas foram acrescentadas entre 1220 e 1280, exibindo elementos góticos variados greatbringtonparishchurch.netLinklist.
No início do século XVI, Sir John Spencer (morto em 1522) reformou o coro, anexou uma capela funerária (capela Spencer) e dedicou-se à construção de túmulos familiares. Essa capela abriga monumentos impressionantes dos vários membros da família Spencer, em estilos que vão do século XVI ao XVIII — incluindo trabalhos de fotógrafos célebres como Hollemans, Nollekens e Flaxman northamptonshiresurprise.combritainexpress.comgreatbringtonparishchurch.net.
Outras características notáveis da igreja incluem bancos esculpidos com “poppy heads” de várias épocas (alguns remontando a 1405), um enigmático baú de esmolas e uma lápide no chão, cuja inscrição original pertence a Lawrence Washington, ancestral direto do primeiro presidente dos Estados Unidos, George Washington — e cujo brasão inspira o design das estrelas e listras da bandeira americana Linklist+1britainexpress.comgreatbringtonparishchurch.net.

### Monumentos e Memorial
Em frente à igreja, ergue-se o village cross, um monumento medieval em um pedestal octogonal com base escalonada, construído provavelmente no século XIV, e preservado em sua posição original — um dos raros exemplos desse tipo sobreviventes e protegido como “scheduled monument” historicengland.org.uk.
Além disso, no centro da vila está o Great Brington War Memorial, um cenotáfio em memória aos caídos da Primeira Guerra Mundial, inaugurado em 1921 pelo 6º Earl Spencer. Projetado por Colonel John Brown e listado como Grade II por seu valor histórico e arquitetônico her.northamptonshire.gov.ukhistoricengland.org.uk.

### A Influência da Família Spencer
Desde o início do século XVI, a aristocrática família Spencer está intimamente ligada à vila — primeiro com Sir John Spencer adquirindo a terra e posteriormente com gerações enterradas na capela familiar. A mansão de Althorp, propriedade da família, fica próxima à aldeia e foi o lar da princesa Diana Wikipedia+2Wikipedia+2britainexpress.com.
A notoriedade moderna de Diana atraiu turismo à região: o pub local foi renomeado de The Fox and Hounds para Althorp Coaching Inn, e o correio passou a oferecer câmbio de moedas Wikipediawikishire.co.uk.

### Lazer e Turismo
Os visitantes podem percorrer o Great Brington Loop, uma trilha de cerca de 8 km, com subida moderada e pontos históricos culturais Hiiker.

### Pessoas Notáveis
- Lawrence Washington (d. 1616): ancestral de George Washington, enterrado na igreja britainexpress.comWikipedia.
- Betsy Baker (1842–1955): nascida em Great Brington, foi uma supercentenária, considerada a pessoa viva mais velha do mundo até sua morte, aos 113 anos Wikipedia.
- Jo Whiley: conhecida DJ e apresentadora de TV nascida na vila Wikipedia.
- Naturalmente, a família Spencer, com túmulos e monumentos preservados na igreja.

1. ↑  «Great Brington 2025 - O que saber antes de ir». Tripadvisor. Consultado em 14 de agosto de 2025
2. ↑  «Great Brington 2025 - O que saber antes de ir». Tripadvisor. Consultado em 14 de agosto de 2025
3. ↑  «Great Brington 2025 - O que saber antes de ir». Tripadvisor. Consultado em 14 de agosto de 2025
4. ↑  «Great Brington 2025 - O que saber antes de ir». Tripadvisor. Consultado em 14 de agosto de 2025
5. ↑  «Great Brington 2025 - O que saber antes de ir». Tripadvisor. Consultado em 14 de agosto de 2025
6. ↑  «Great Brington 2025 - O que saber antes de ir». Tripadvisor. Consultado em 14 de agosto de 2025
7. ↑  «Great Brington 2025 - O que saber antes de ir». Tripadvisor. Consultado em 14 de agosto de 2025
8. ↑  «Great Brington 2025 - O que saber antes de ir». Tripadvisor. Consultado em 14 de agosto de 2025
9. ↑  «Great Brington 2025 - O que saber antes de ir». Tripadvisor. Consultado em 14 de agosto de 2025
10. ↑  «Great Brington 2025 - O que saber antes de ir». Tripadvisor. Consultado em 14 de agosto de 2025
11. ↑  «Great Brington 2025 - O que saber antes de ir». Tripadvisor. Consultado em 14 de agosto de 2025
12. ↑  «Great Brington 2025 - O que saber antes de ir». Tripadvisor. Consultado em 14 de agosto de 2025